# Longshan, Tongwei
Longshan är en köping i nordvästra Kina. Den ligger i Tongwei härad i staden Dingxi i provinsen Gansu, omkring 170 kilometer sydost om provinshuvudstaden Lanzhou. Antalet invånare är 14 991. Befolkningen består av 7 460 kvinnor och 7 531 män. Barn under 15 år utgör 19,0 %, vuxna 15-64 år 71 %, och äldre över 65 år 9,0 %.